# Larvicide

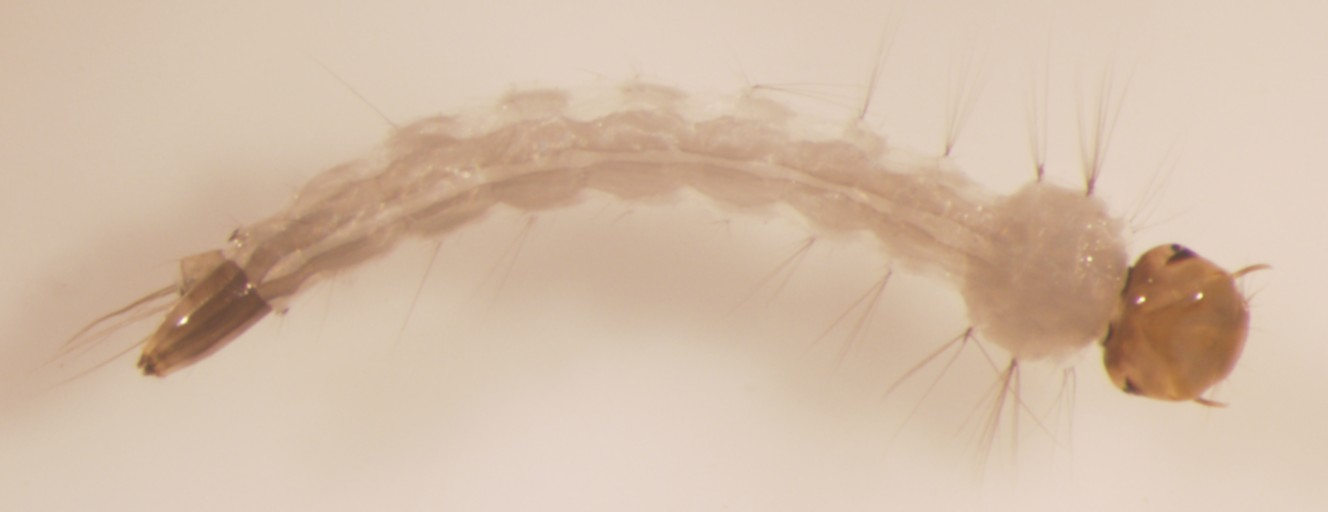
Larve van de denguemug (Aedes aegypti).

Een larvicide of larvacide is een chemisch bestrijdingsmiddel, dat tot doel heeft larven van insecten te doden. Larviciden worden vooral ingezet tegen larven van steekmuggen (Culicidae).
Veelgebruikte larviciden zijn onder andere temefos (C16H20O6P2S3), methopreen (C19H34O3) en, in mindere mate, DDT (C14H9Cl5).